# Fomitella rhodophaea
Fomitella rhodophaea är en svampart som först beskrevs av Joseph-Henri Léveillé, och fick sitt nu gällande namn av T. Hatt. 2005. Fomitella rhodophaea ingår i släktet Fomitella och familjen Fomitopsidaceae.   Inga underarter finns listade i Catalogue of Life.